# سفارت بحرین در واشینگتن
سفارت بحرین در واشینگتن (به انگلیسی: Embassy of Bahrain) یک منطقهٔ مسکونی و نمایندگی سیاسی این کشور در ایالات متحده آمریکا است که در واشینگتن، دی.سی. واقع شده‌است.